# Chiesa cattolica in Ungheria
La Chiesa cattolica in Ungheria conta circa sei milioni di battezzati su una popolazione totale di circa 10 milioni di persone.

## Suddivisioni ecclesiastiche

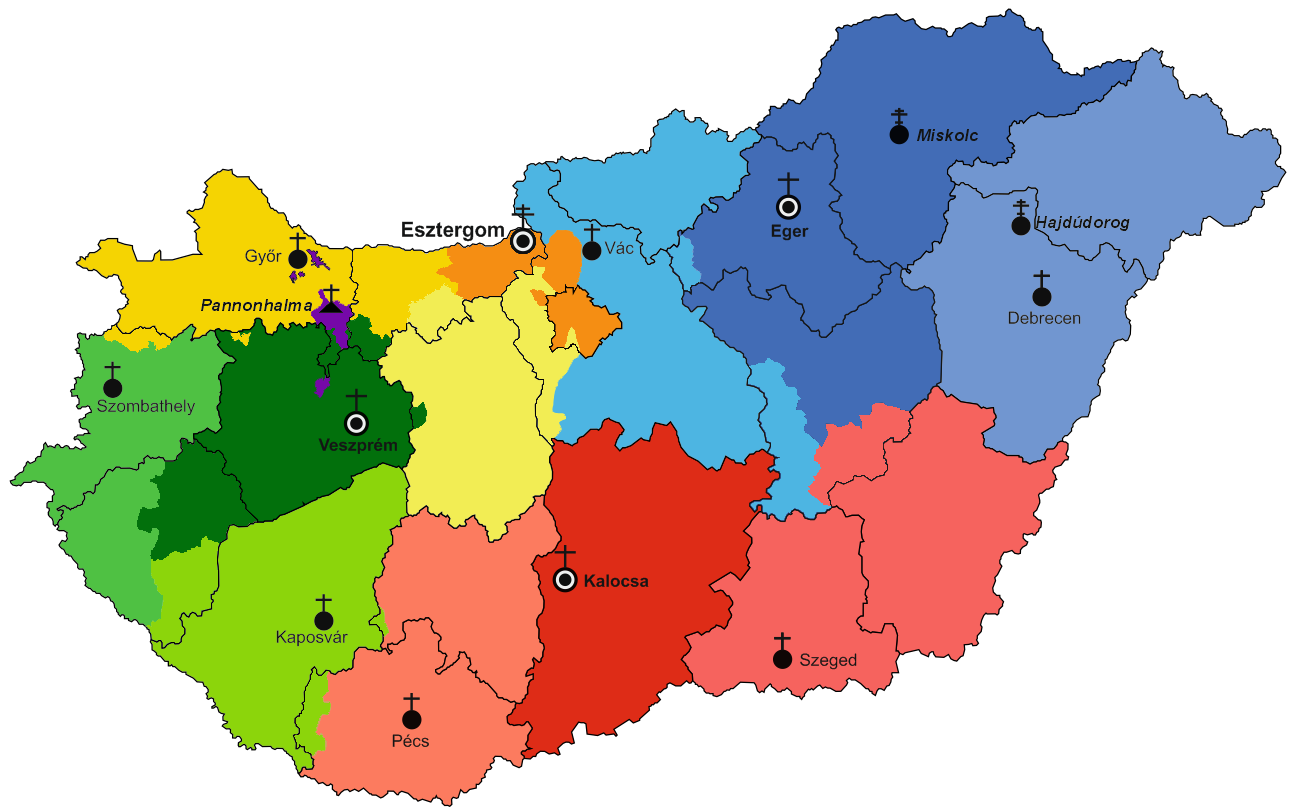
Mappa delle diocesi cattoliche ungheresi di rito latino.

Nell'ambito dell'organizzazione ecclesiastica romano-cattolica, dal 1993 (con una ristrutturazione territoriale che tiene conto, tra l'altro, anche delle perdite territoriali subite dall'Ungheria con il Trattato del Trianon) l'Ungheria è divisa nelle seguenti diocesi o arcidiocesi:

### Di rito latino
- Arcidiocesi di Eger che ha come suffraganee:
  - Diocesi di Debrecen-Nyíregyháza
  - Diocesi di Vác

- Arcidiocesi di Esztergom-Budapest che ha come suffraganee:
  - Diocesi di Győr
  - Diocesi di Székesfehérvár

- Arcidiocesi di Kalocsa-Kecskemét che ha come suffraganee:
  - Diocesi di Pécs
  - Diocesi di Seghedino-Csanád

- Arcidiocesi di Veszprém che ha come suffraganee:
  - Diocesi di Kaposvár
  - Diocesi di Szombathely

- Sono immediatamente soggetti alla Santa Sede:
  - Abbazia territoriale di Pannonhalma
  - Ordinariato militare in Ungheria

### Di rito bizantino
- Arcieparchia di Hajdúdorog che ha come suffraganee:
  - Eparchia di Miskolc
  - Eparchia di Nyíregyháza

## Storia
Nell'XI secolo l'Ungheria fu divisa da Santo Stefano in undici diocesi:
- Csanád
- Eger (cattedrale di san Giovanni Evangelista)
- Esztergom (con la cattedrale di Sant'Adalberto e Santa Maria), sede del primate d'Ungheria
- Győr (cattedrale di santa Maria)
- Kalocsa (cattedrale di san Paolo e santa Maria)
- Pécs (cattedrale di Ognissanti e san Pietro)
- Somogy (sottoposta tra 1002 e 1090 alla benedettina abbazia territoriale di Pannonhalma)
- Vác (cattedrale di san Michele e poi di santa Maria Vergine e san Michele Arcangelo)
- Veszprém (cattedrale di san Michele)
- Transilvania, con sede a Gyulafehervár, oggi Alba Iulia (cattedrale di san Michele)

Nel XIV secolo, ai tempi di Luigi il Grande, vennero aggiunte le seguenti nuove diocesi:
- Gran Varadino (ricavata dal territorio della diocesi di Eger)
- Nitra (dal territorio settentrionale della diocesi di Esztergom)
- Sibiu (dalla diocesi transilvana)

Nello stesso periodo il Regno d'Ungheria si estese fino a comprendere le seguenti diocesi:
- Arcidiocesi di Zagabria
- Diocesi di Bosnia
- Diocesi di Kõ (si chiamava Kõ la città ungherese di Bánmonostor -Banoštor in serbo- oggi in Voivodina; questa è l'antica diocesi di Sirmio unita nel 1773 alla diocesi di Bosnia).

Fino all'edizione del Messale post-tridentino di San Pio V nel Regno d'Ungheria era in uso il rito proprio dell'arcidiocesi di Strigonio, il cui Messale, che trae origine da un Sacramentario della fine del XII secolo, redatto a Veszprém fra il 1192 e il 1195, fu stampato nel 1484. Le rubriche liturgiche erano raccolti nell'Ordinarius Strigoniensis che ebbe otto edizioni fra il 1493 e il 1520.
Dopo il Concilio di Trento, il Messale strigoniense rimase in uso fino al sinodo del 1629, in cui fu votato all'unanimità l'accoglimento del Messale Romano di Pio V, con l'aggiunta però delle feste dei santi del Regno d'Ungheria, due dei quali furono inserite anche nel calendario romano generale: santo Stefano d'Ungheria e sant'Adalberto.
Anche dopo l'introduzione del Messale Romano, fu in uso un Rituale proprio, che sebbene si richiamasse al Rituale Romanum del 1614, accoglieva le consuetudini proprie del Regno d'Ungheria. Il Rituale Strigoniense fu stampato per la prima volta nel 1625 come erede di libri liturgici precedenti stampati nell'arcidiocesi nel 1560 e nel 1583. Ebbe poi numerose riedizioni fino al 1909 e rimase in uso fino alla metà del XX secolo. L'arcidiocesi di Eger adotterà il Rituale Agriense, stampato per la prima volta a Košice nel 1666 e sostanzialmente simile al Rituale Strigoniense. Alcune differenziazioni saranno introdotte con l'edizione del 1702. L'ultima edizione fu stampata nel 1898.
Nel XVIII secolo vennero create le seguenti nuove diocesi:
- Diocesi di Szombathely
- Diocesi di Székesfehérvár

Il 31 maggio 1993, in forza della bolla Hungarorum gens di papa Giovanni Paolo II, le diocesi latine ungheresi hanno assunto le fisionomie territoriali attuali.

## Nunziatura apostolica
Santa Sede ed Ungheria hanno stabilito relazioni diplomatiche nel 1920. Queste sono state interrotte dopo la seconda guerra mondiale, quando i comunisti presero il potere nel Paese. Le relazioni diplomatiche sono riprese a partire dal 2 febbraio 1990.

### Nunzi apostolici
- Lorenzo Schioppa † (10 agosto 1920 - 1925 dimesso)
- Cesare Orsenigo † (2 giugno 1925 - 18 marzo 1930 nominato nunzio apostolico in Prussia e Repubblica di Weimar)
- Angelo Rotta † (20 marzo 1930 - 1945 ritirato)

(Relazioni diplomatiche interrotte 1945-1989)
- Angelo Acerbi (28 marzo 1990 - 8 febbraio 1997 nominato nunzio apostolico nei Paesi Bassi)
- Karl-Joseph Rauber † (25 aprile 1997 - 22 febbraio 2003 nominato nunzio apostolico in Belgio e Lussemburgo)
- Juliusz Janusz (9 aprile 2003 - 10 febbraio 2011 nominato nunzio apostolico in Slovenia)
- Alberto Bottari de Castello † (6 giugno 2011 - dicembre 2017 ritirato)
- Michael August Blume, S.V.D. (4 luglio 2018 - 31 dicembre 2021 ritirato)
- Michael Wallace Banach, dal 3 maggio 2022

## Conferenza episcopale
Elenco dei presidenti della Conferenza dei vescovi cattolici dell'Ungheria:
- Arcivescovo Endre Hamvas (1966 - 1969)
- Arcivescovo József Ijjas (1969 - 1976)
- Cardinale László Lékai (1976 - 1986)
- Cardinale László Paskai, O.F.M. (1986 - 1990)
- Arcivescovo István Seregély (1990 - 2005)
- Cardinale Péter Erdő (settembre 2005 - 2 settembre 2015)
- Vescovo András Veres, dal 2 settembre 2015[8]